# گوردخمه‌های مقام صاحب‌الزمان
گور دخمه‌های مقام صاحب‌الزمان مربوط به دوره ساسانیان است و در شوشتر، ضلع شمال شرقی قدمگاه صاحب‌الزمان واقع شده و این اثر در تاریخ ۱۸ اردیبهشت ۱۳۸۰ با شمارهٔ ثبت ۳۷۷۰ به‌عنوان یکی از آثار ملی ایران به ثبت رسیده است.